# IMovie
iMovie è un'applicazione creata da Apple Inc. iMovie è un programma di montaggio video non lineare, la cui funzione è quella di prelevare filmati e di montarli aggiungendovi audio, effetti speciali e transizioni. Inizialmente, era uno dei software del pacchetto iLife, un insieme di programmi dedicati alla gestione e organizzazione di contenuti multimediali disponibile per il sistema operativo macOS. 
iMovie è progettato per uso amatoriale; per uso professionale, Apple offre Final Cut Pro. 
I contenuti video possono essere importati dal disco rigido dell'utente, da una videocamera se dotata di collegamento Firewire o da una webcam come iSight. I filmati importati possono essere scomposti in frammenti e ri-assemblati in un ordine diverso.
I suoni e le musiche vengono prelevate dalla libreria musicale del programma iTunes.
iMovie dispone di una decina di effetti speciali predefiniti per permettere di realizzare delle semplici operazioni di post produzione dei filmati. Permette l'aggiunta di titoli che possono essere inseriti con una ventina di modalità diverse e permette di realizzare dei passaggi tra gli spezzoni con una decina di modalità diverse.
iMovie permette di realizzare dei DVD video con il supporto del programma iDVD fornito anch'esso nel pacchetto iLife.
Il principale punto di forza di iMovie è la semplicità di utilizzo, il programma non è dedicato all'utente professionale o semiprofessionale, quanto all'amatore dotato di una videocamera e di scarse conoscenze informatiche; tuttavia, con le più recenti versioni, ha aggiunto funzioni tali che si potevano trovare solo in applicazioni per professionisti. Il programma supporta anche l'aggiunta di plug-in che espandono gli effetti e le transizioni fornite con il programma. Il programma utilizza la tecnologia QuickTime per esportare i filmati e quindi è in grado di creare anche contenuti multimediali per i telefoni di terza generazione.
Le prime versioni del programma erano disponibili gratuitamente attraverso il sito internet di Apple e le versioni fino alla 2.0.3 erano compatibili anche con Mac OS 9.

## Versioni

### iMovie '11 (v. 9.0)
Il 20 ottobre 2010, all'evento Apple Back to the Mac, è stato presentato iMovie '11 (versione 9.0). In questa nuova versione sono state migliorate molte funzioni, come l'editing audio, e ne sono state aggiunte altre, come la funzione Trailers. L'elenco delle maggiori migliorie e aggiunte:
- Aggiunta la funzione Trailers, che permette di creare trailer cinematografici scegliendo un tema (avventura, azione, documentario, animali, spionaggio), aggiungendo crediti e titoli, aggiungendo determinate scene dei propri video in determinate aree contrassegnate da Animatic, secondo numero di persone, azione, ecc. L'applicazione si occuperà di creare il resto.
- Miglioramento dell'editing audio, ora con la possibilità di regolare il volume tramite grafico ad onde direttamente nella Timeline, aggiunta di effetti audio e di un equalizzatore.
- Aggiunta di effetti come Moviola, Avanti veloce, Falso raccordo sui marcatori battuta, Replay istantaneo, ecc., da applicare immediatamente ai clips video.
- Aggiunti ulteriori canali di condivisione.
- Aggiunti due nuovi temi: Sport e News.

## iMovie per iOS
Il 7 giugno 2010, durante il keynote del WWDC in cui veniva annunciato l'arrivo dell'iPhone 4, Steve Jobs annuncia il rilascio di iMovie per i sistemi operativi iOS, nel quale sono comprese la maggior parte delle funzioni base del prodotto disponibili sui sistemi operativi Mac OS X. L'applicazione viene commercializzata direttamente sull'App Store a partire dal 24 giugno 2010, in coincidenza della commercializzazione dell'iPhone 4. Il 1º settembre 2010, iMovie viene reso compatibile con la quarta generazione di iPod touch. Il 2 marzo 2011, in contemporanea della presentazione dell'iPad 2, viene annunciato il rilascio di una nuova versione di iMovie che potrà essere installata sui nuovi tablet Apple, la cui commercializzazione iniziò l'11 marzo 2011.